# Kabinet-Churchill I
Het kabinet–Churchill I (ook bekend als de Oorlogscoalitie) was de uitvoerende macht van de Britse overheid van 10 mei 1940 tot 26 juli 1945. Het kabinet trad aan na het afreden van Neville Chamberlain wiens positie onhoudbaar was geworden na het mislukken van de Appeasementpolitiek waarna hij werd opgevolgd door Winston Churchill die een kabinet van nationale eenheid formeerde bestaand uit de Conservative Party, Labour Party, National Liberal Party, National Labour en enkele Onafhankelijken. De Oorlogscoalitie regeerde gedurende het grootste gedeelte van de Tweede Wereldoorlog.

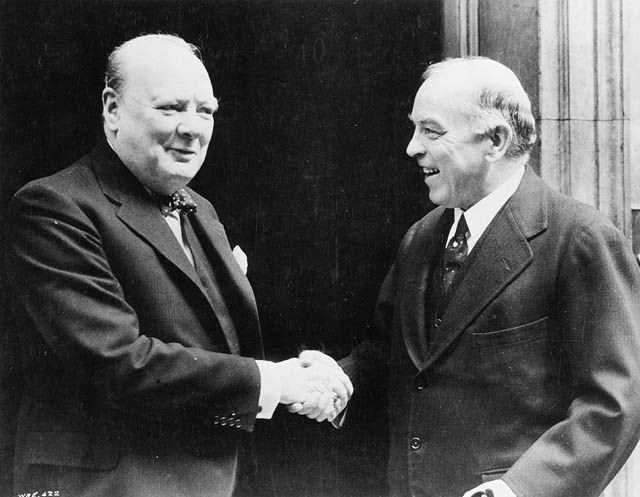
Premier Winston Churchill en premier van Canada William Lyon Mackenzie King tijdens een bijeenkomst in London op 15 juli 1941.

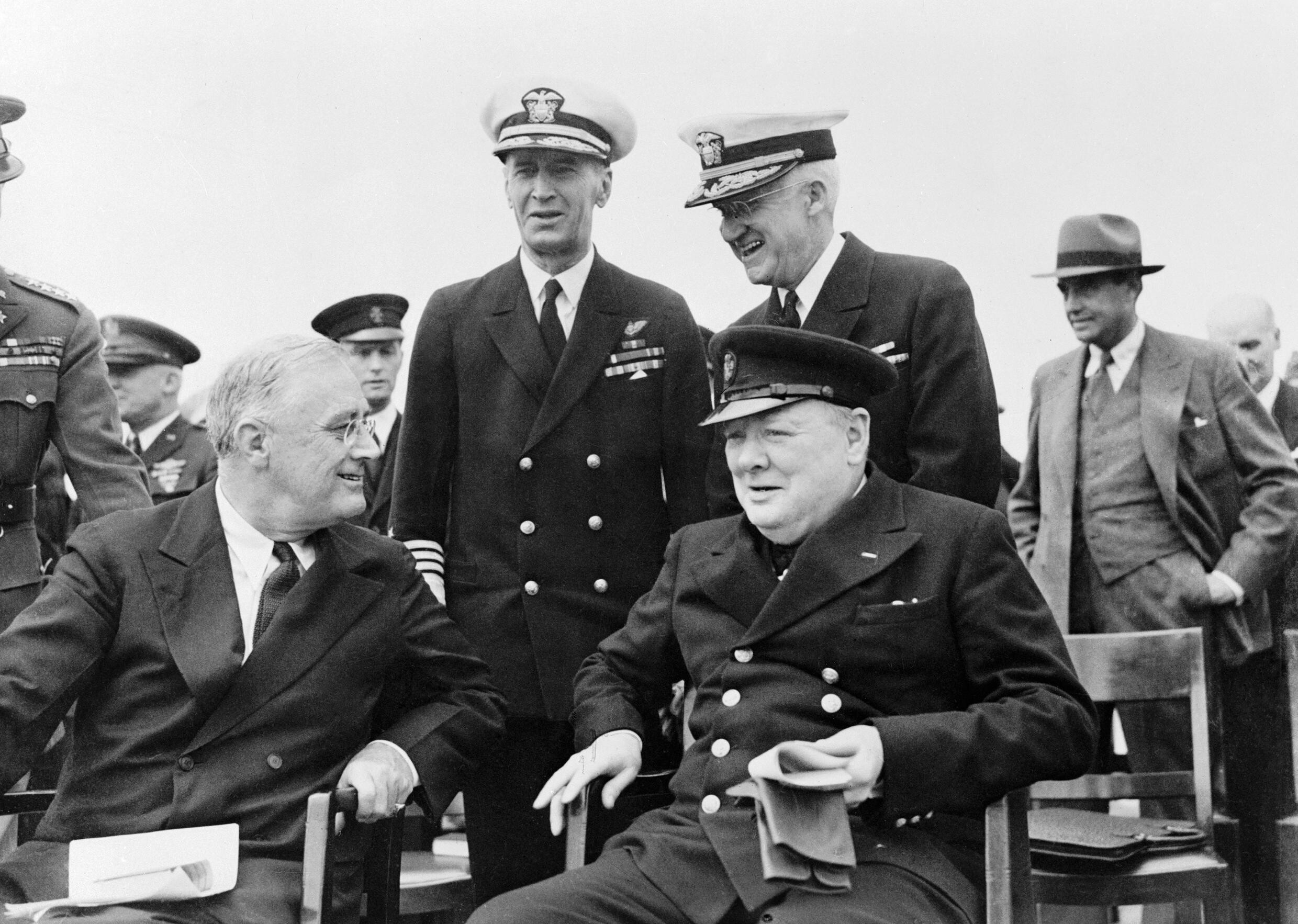
President van de Verenigde Staten Franklin Delano Roosevelt, premier Winston Churchill en admiraals Ernest King en Harold Stark tijdens een bezoek aan de HMS Prince of Wales op 10 augustus 1941.

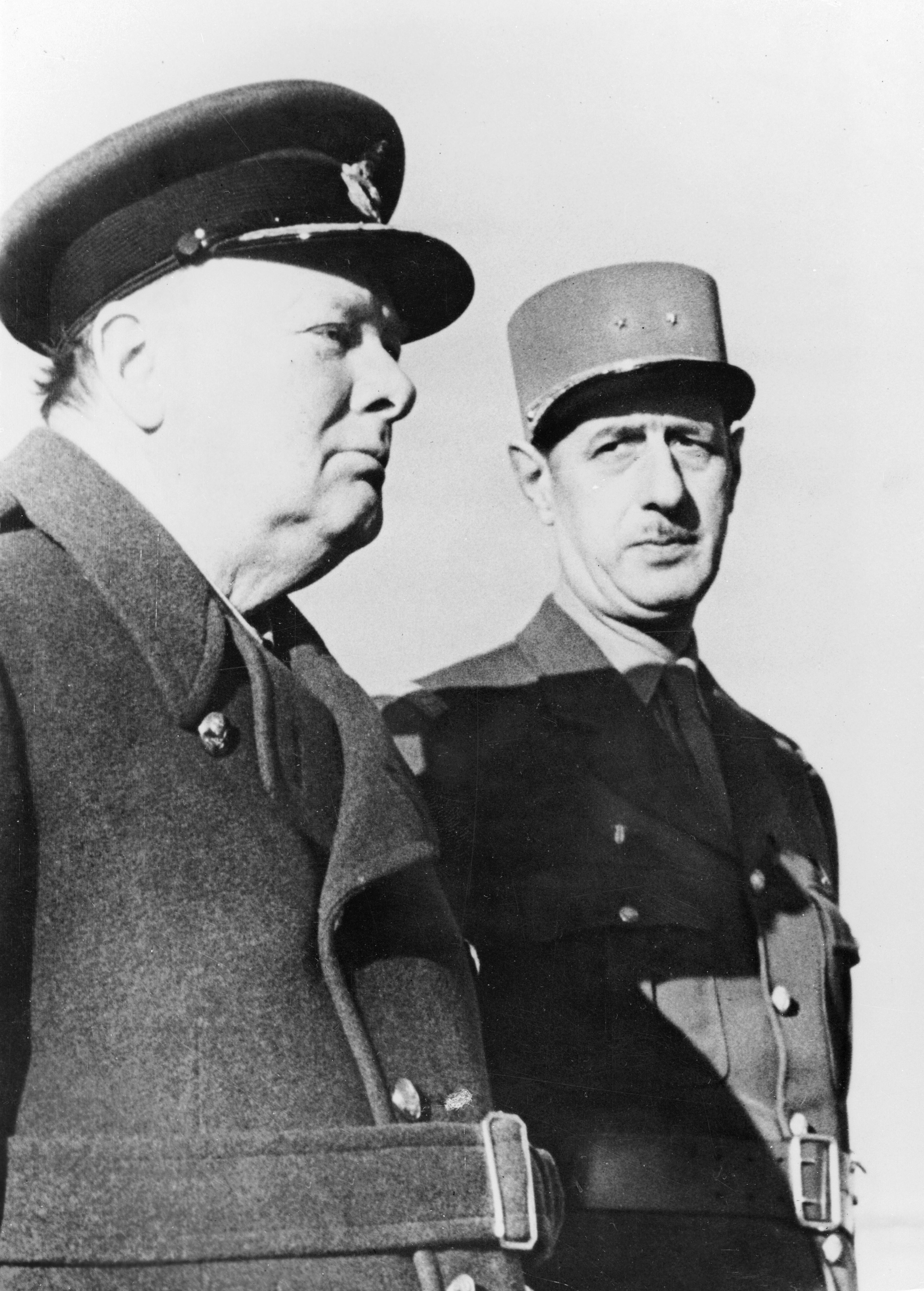
Premier Winston Churchill en Franse generaal Charles de Gaulle in Marrakesh op 13 februari 1944.

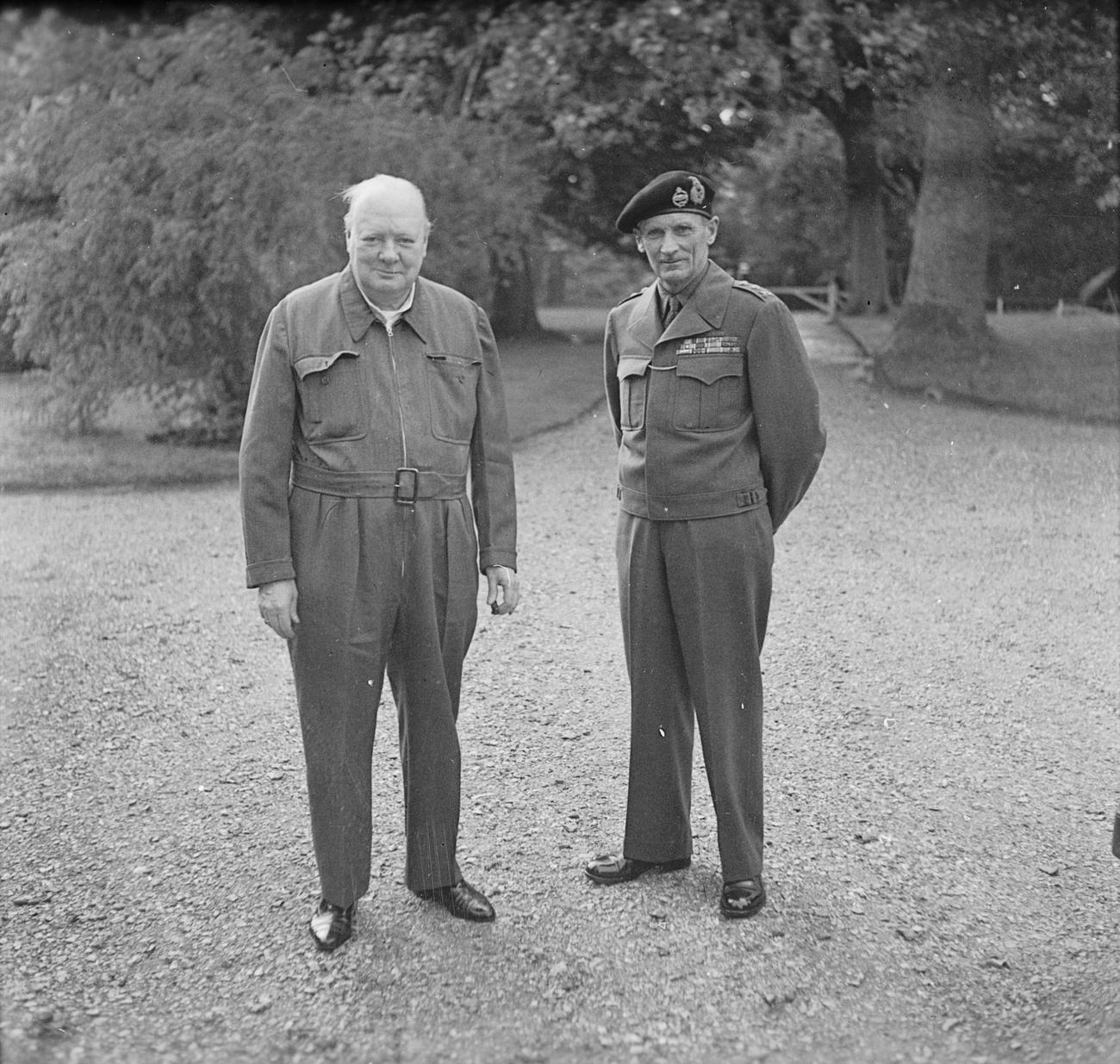
Premier Winston Churchill en veldmaarschalk Bernard Montgomery tijdens de voorbereiding van Operatie Overlord in Portsmouth op 19 mei 1944.

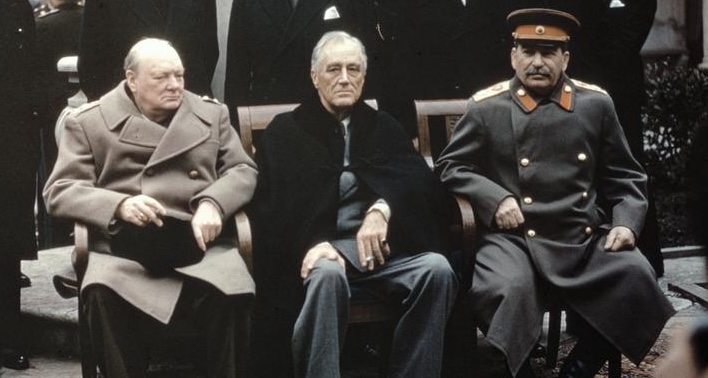
Premier Winston Churchill, president van de Verenigde Staten Franklin Delano Roosevelt en leider van Sovjet-Unie Jozef Stalin tijdens de conferentie van Jalta op 1 februari 1945.

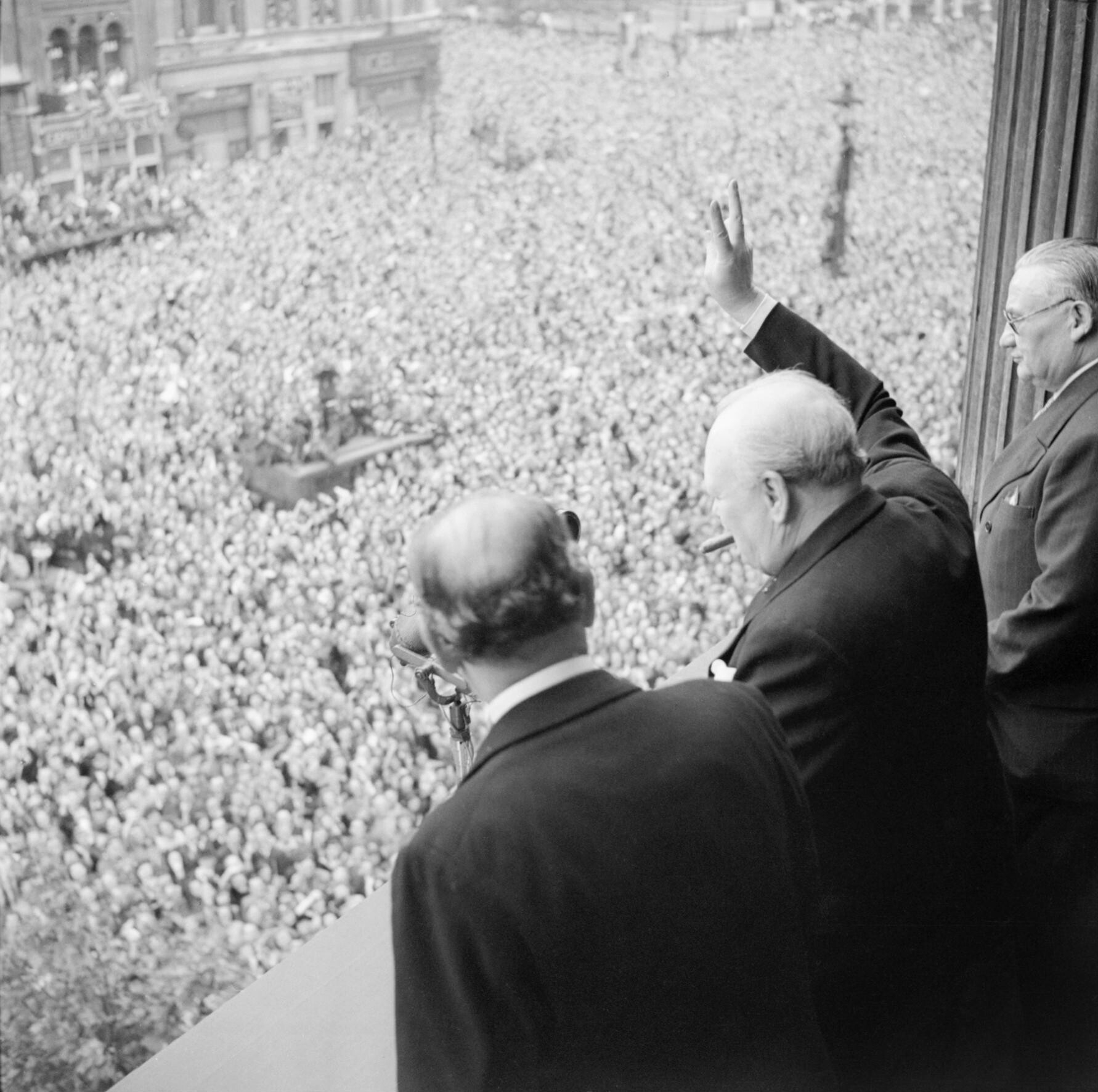
Premier Winston Churchill tijdens de viering van het Einde van de Tweede Wereldoorlog in Europa op het Palace of Westminster op 8 mei 1945.

## Samenstelling
| Ambtsbekleder                                                           | Ambtsbekleder          | Ambtsbekleder                                            | Functie(s)                            | Ambtstermijn      | Ambtstermijn      | Partij                 |
| ----------------------------------------------------------------------- | ---------------------- | -------------------------------------------------------- | ------------------------------------- | ----------------- | ----------------- | ---------------------- |
|                                                                         | Winston Churchill      | Winston Churchill (1874–1965)                            | Premier                               | 10 mei 1940       | 26 juli 1945      | Conservative Party     |
| Minister van Defensie                                                   | Winston Churchill      | Winston Churchill (1874–1965)                            |                                       | 10 mei 1940       | 26 juli 1945      | Conservative Party     |
|                                                                         | Clement Attlee         | Clement Attlee (1883–1967)                               | Vicepremier                           | 19 februari 1942  | 23 mei 1945       | Labour Party           |
| Minister voor Dominion Zaken                                            | Clement Attlee         | Clement Attlee (1883–1967)                               | 24 september 1943                     | 19 februari 1942  |                   | Labour Party           |
| Lord President of the Council                                           | Clement Attlee         | Clement Attlee (1883–1967)                               | 24 september 1943                     | 23 mei 1945       |                   | Labour Party           |
|                                                                         | Kingsley Wood          | Sir Kingsley Wood (1881–1943)                            | Minister van Financiën                | 10 mei 1940       | 21 september 1943 | Conservative Party     |
|                                                                         |                        |                                                          |                                       |                   |                   |                        |
|                                                                         | John Anderson          | Sir John Anderson (1882–1958)                            | Minister van Financiën                | 24 september 1943 | 26 juli 1945      | Onafhankelijk          |
|                                                                         | Edward Wood            | Burggraaf Halifax Edward Wood (1881–1959)                | Minister van Buitenlandse Zaken       | 20 februari 1938  | 22 december 1940  | Conservative Party     |
|                                                                         | Anthony Eden           | Anthony Eden (1897–1977)                                 | Minister van Buitenlandse Zaken       | 22 december 1940  | 26 juli 1945      | Conservative Party     |
|                                                                         | John Anderson          | Sir John Anderson (1882–1958)                            | Minister van Binnenlandse Zaken       | 4 september 1939  | 4 oktober 1940    | Onafhankelijk          |
|                                                                         | Herbert Morrison       | Herbert Morrison (1888–1965)                             | Minister van Binnenlandse Zaken       | 4 oktober 1940    | 23 mei 1945       | Labour Party           |
|                                                                         | Neville Chamberlain    | Neville Chamberlain (1869–1940)                          | Lord President of the Council         | 10 mei 1940       | 4 oktober 1940    | Conservative Party     |
|                                                                         | John Anderson          | Sir John Anderson (1882–1958)                            | Lord President of the Council         | 4 oktober 1940    | 24 september 1943 | Onafhankelijk          |
|                                                                         | Winston Churchill      | Winston Churchill (1874–1965)                            | Leader of the House of Commons        | 10 mei 1940       | 19 februari 1942  | Conservative Party     |
|                                                                         | Stafford Cripps        | Sir Stafford Cripps (1889–1952)                          | Leader of the House of Commons        | 19 februari 1942  | 22 november 1942  | Labour Party           |
|                                                                         | Anthony Eden           | Anthony Eden (1897–1977)                                 | Leader of the House of Commons        | 22 november 1942  | 26 juli 1945      | Conservative Party     |
|                                                                         | Clement Attlee         | Clement Attlee (1883–1967)                               | Lord Privy Seal                       | 10 mei 1940       | 19 februari 1942  | Labour Party           |
|                                                                         | Stafford Cripps        | Sir Stafford Cripps (1889–1952)                          | Lord Privy Seal                       | 19 februari 1942  | 22 november 1942  | Labour Party           |
|                                                                         | Robert Gascoyne-Cecil  | Markies van Salisbury Robert Gascoyne- Cecil (1893–1972) | Lord Privy Seal                       | 22 november 1942  | 24 september 1943 | Conservative Party     |
|                                                                         | Max Aitken             | Baron Beaverbrook Max Aitken (1879–1964)                 | Lord Privy Seal                       | 24 september 1943 | 26 juli 1945      | Conservative Party     |
|                                                                         | Thomas Inskip          | Burggraaf Caldecote Thomas Inskip (1876–1947)            | Leader of the House of Lords          | 10 mei 1940       | 4 oktober 1940    | Conservative Party     |
|                                                                         | Edward Wood            | Burggraaf Halifax Edward Wood (1881–1959)                | Leader of the House of Lords          | 4 oktober 1940    | 22 december 1940  | Conservative Party     |
|                                                                         | George Lloyd           | Baron Lloyd George Lloyd (1879–1941)                     | Leader of the House of Lords          | 22 december 1940  | 4 februari 1941   | Conservative Party     |
|                                                                         |                        |                                                          |                                       |                   |                   |                        |
|                                                                         | Walter Guinness        | Baron Moyne Walter Guinness (1880–1944)                  | Leader of the House of Lords          | 8 februari 1941   | 22 februari 1942  | Conservative Party     |
|                                                                         | Robert Gascoyne-Cecil  | Markies van Salisbury Robert Gascoyne- Cecil (1893–1972) | Leader of the House of Lords          | 22 februari 1942  | 26 juli 1945      | Conservative Party     |
|                                                                         | John Simon             | Burggraaf Simon John Simon (1873–1954)                   | Minister van Justitie                 | 10 mei 1940       | 26 juli 1945      | National Liberal Party |
|                                                                         | Anthony Eden           | Anthony Eden (1897–1977)                                 | Minister voor Oorlog                  | 10 mei 1940       | 22 december 1940  | Conservative Party     |
|                                                                         | David Margesson        | David Margesson (1890–1965)                              | Minister voor Oorlog                  | 22 december 1940  | 19 februari 1942  | Conservative Party     |
|                                                                         | James Grigg            | Sir James Grigg (1890–1964)                              | Minister voor Oorlog                  | 19 februari 1942  | 26 juli 1945      | Onafhankelijk          |
|                                                                         | Albert Alexander       | Albert Alexander (1885–1965)                             | Minister voor de Marine               | 10 mei 1940       | 23 mei 1945       | Labour Party           |
|                                                                         | Archibald Sinclair     | Sir Archibald Sinclair (1890–1970)                       | Minister voor de Luchtmacht           | 10 mei 1940       | 23 mei 1945       | Liberal Party          |
|                                                                         | Andrew Duncan          | Sir Andrew Duncan (1884–1952)                            | Minister van Handel                   | 5 januari 1940    | 4 oktober 1940    | Onafhankelijk          |
|                                                                         | Oliver Lyttelton       | Oliver Lyttelton (1893–1952)                             | Minister van Handel                   | 4 oktober 1940    | 29 juni 1941      | Conservative Party     |
|                                                                         | Andrew Duncan          | Sir Andrew Duncan (1884–1952)                            | Minister van Handel                   | 29 juni 1941      | 4 februari 1942   | Onafhankelijk          |
|                                                                         | John Llewellin         | John Llewellin (1893–1957)                               | Minister van Handel                   | 4 februari 1942   | 22 februari 1942  | Conservative Party     |
|                                                                         | Hugh Dalton            | Hugh Dalton (1887–1962)                                  | Minister van Handel                   | 22 februari 1942  | 23 mei 1945       | Labour Party           |
|                                                                         | Malcolm MacDonald      | Malcolm MacDonald (1901–1981)                            | Minister van Volksgezondheid          | 10 mei 1940       | 8 februari 1941   | National Labour        |
|                                                                         | Ernest Brown           | Ernest Brown (1881–1962)                                 | Minister van Volksgezondheid          | 8 februari 1941   | 11 november 1943  | National Liberal Party |
|                                                                         | Henry Willink          | Henry Willink (1894–1973)                                | Minister van Volksgezondheid          | 11 november 1943  | 26 juli 1945      | Conservative Party     |
|                                                                         | Ernest Bevin           | Ernest Bevin (1881–1951)                                 | Minister van Arbeid                   | 10 mei 1940       | 23 mei 1945       | Labour Party           |
|                                                                         | Herwald Ramsbotham     | Herwald Ramsbotham (1887–1971)                           | Minister van Onderwijs                | 10 mei 1940       | 20 juli 1941      | Conservative Party     |
|                                                                         | Rab Butler             | Rab Butler (1902–1982)                                   | Minister van Onderwijs                | 20 juli 1941      | 23 mei 1945       | Conservative Party     |
|                                                                         | John Reith             | Sir John Reith (1889–1971)                               | Minister van Transport en Luchtvaart  | 10 mei 1940       | 3 oktober 1940    | Onafhankelijk          |
|                                                                         | John Moore-Brabazon    | John Moore- Brabazon (1884–1964)                         | Minister van Transport en Luchtvaart  | 3 oktober 1940    | 1 mei 1941        | Conservative Party     |
|                                                                         | Frederick Leathers     | Baron Leathers Frederick Leathers (1883–1965)            | Minister van Transport en Luchtvaart  | 1 mei 1941        | 26 juli 1945      | Conservative Party     |
|                                                                         | George Tryon           | Baron Tryon George Tryon (1871–1940)                     | Minister van Openbare Werken          | 10 mei 1940       | 3 oktober 1940    | Conservative Party     |
|                                                                         | John Reith             | Sir John Reith (1889–1971)                               | Minister van Openbare Werken          | 3 oktober 1940    | 22 februari 1943  | Onafhankelijk          |
|                                                                         | Wyndham Portal         | Baron Portal Wyndham Portal (1885–1949)                  | Minister van Openbare Werken          | 22 februari 1943  | 22 november 1944  | Conservative Party     |
|                                                                         | Duncan Sandys          | Duncan Sandys (1908–1987)                                | Minister van Openbare Werken          | 22 november 1944  | 26 juli 1945      | Conservative Party     |
|                                                                         | Robert Hudson          | Robert Hudson (1886–1957)                                | Minister van Landbouw en Visserij     | 10 mei 1940       | 26 juli 1945      | Conservative Party     |
|                                                                         | Maurice Hankey         | Baron Hankey Maurice Hankey (1877–1963)                  | Kanselier van het Hertogdom Lancaster | 10 mei 1940       | 20 juli 1941      | Onafhankelijk          |
|                                                                         | Duff Cooper            | Duff Cooper (1890–1954)                                  | Kanselier van het Hertogdom Lancaster | 20 juli 1941      | 11 november 1943  | Conservative Party     |
|                                                                         | Malcolm MacDonald      | Ernest Brown (1881–1962)                                 | Kanselier van het Hertogdom Lancaster | 11 november 1943  | 23 mei 1945       | National Liberal Party |
|                                                                         | Malcolm MacDonald      | Ernest Brown (1881–1962)                                 | Minister voor Schotland               | 10 mei 1940       | 8 februari 1941   | National Liberal Party |
|                                                                         | Tom Johnston           | Tom Johnston (1881–1965)                                 | Minister voor Schotland               | 8 februari 1941   | 23 mei 1945       | Labour Party           |
|                                                                         | George Lloyd           | Baron Lloyd George Lloyd (1879–1941)                     | Minister voor Koloniale Zaken         | 10 mei 1940       | 4 februari 1941   | Conservative Party     |
|                                                                         |                        |                                                          |                                       |                   |                   |                        |
|                                                                         | Walter Guinness        | Baron Moyne Walter Guinness (1880–1944)                  | Minister voor Koloniale Zaken         | 8 februari 1941   | 22 februari 1942  | Conservative Party     |
|                                                                         | Robert Gascoyne-Cecil  | Markies van Salisbury Robert Gascoyne- Cecil (1893–1972) | Minister voor Koloniale Zaken         | 22 februari 1942  | 22 november 1942  | Conservative Party     |
|                                                                         | Oliver Stanley         | Oliver Stanley (1896–1950)                               | Minister voor Koloniale Zaken         | 22 november 1942  | 26 juli 1945      | Conservative Party     |
|                                                                         | Thomas Inskip          | Burggraaf Caldecote Thomas Inskip (1876–1947)            | Minister voor Dominion Zaken          | 10 mei 1940       | 4 oktober 1940    | Conservative Party     |
|                                                                         | Robert Gascoyne-Cecil  | Markies van Salisbury Robert Gascoyne- Cecil (1893–1972) | Minister voor Dominion Zaken          | 4 oktober 1940    | 22 februari 1942  | Conservative Party     |
|                                                                         | Clement Attlee         | Clement Attlee (1883–1967)                               | Minister voor Dominion Zaken          | 22 februari 1942  | 24 september 1943 | Labour Party           |
|                                                                         | Robert Gascoyne-Cecil  | Markies van Salisbury Robert Gascoyne- Cecil (1893–1972) | Minister voor Dominion Zaken          | 24 september 1943 | 26 juli 1945      | Conservative Party     |
|                                                                         | Leo Amery              | Leo Amery (1873–1955)                                    | Minister voor Brits-Indië en Birma    | 10 mei 1940       | 26 juli 1945      | Conservative Party     |
|                                                                         | Arthur Greenwood       | Arthur Greenwood (1880–1954)                             | Minister zonder portefeuille          | 10 mei 1940       | 22 februari 1942  | Labour Party           |
|                                                                         | William Jowitt         | Sir William Jowitt (1885–1957)                           | Minister zonder portefeuille          | 30 december 1942  | 8 oktober 1944    | Labour Party           |
| Formeel geen leden van het kabinet, maar woonde kabinetsvergadering bij |                        |                                                          |                                       |                   |                   |                        |
| Ambtsbekleder                                                           | Ambtsbekleder          | Ambtsbekleder                                            | Functie(s)                            | Ambtstermijn      | Ambtstermijn      | Partij                 |
|                                                                         | Max Aitken             | Baron Beaverbrook Max Aitken (1879–1964)                 | Minister voor Oorlogsproductie        | 4 februari 1942   | 19 februari 1942  | Conservative Party     |
|                                                                         | Oliver Lyttelton       | Oliver Lyttelton (1893–1952)                             | Minister voor Oorlogsproductie        | 19 februari 1942  | 23 mei 1945       | Conservative Party     |
|                                                                         | Max Aitken             | Baron Beaverbrook Max Aitken (1879–1964)                 | Minister voor Vliegtuigproductie      | 10 mei 1940       | 1 mei 1941        | Conservative Party     |
|                                                                         | John Moore-Brabazon    | John Moore- Brabazon (1884–1964)                         | Minister voor Vliegtuigproductie      | 1 mei 1941        | 22 februari 1942  | Conservative Party     |
|                                                                         | John Llewellin         | John Llewellin (1893–1957)                               | Minister voor Vliegtuigproductie      | 22 februari 1942  | 22 november 1942  | Conservative Party     |
|                                                                         | Stafford Cripps        | Sir Stafford Cripps (1889–1952)                          | Minister voor Vliegtuigproductie      | 22 november 1942  | 23 mei 1945       | Labour Party           |
|                                                                         | Herbert Morrison       | Herbert Morrison (1888–1965)                             | Minister voor Bevoorrading            | 10 mei 1940       | 4 oktober 1940    | Labour Party           |
|                                                                         | Andrew Duncan          | Sir Andrew Duncan (1884–1952)                            | Minister voor Bevoorrading            | 4 oktober 1940    | 29 juni 1941      | Onafhankelijk          |
|                                                                         | Max Aitken             | Baron Beaverbrook Max Aitken (1879–1964)                 | Minister voor Bevoorrading            | 29 juni 1941      | 4 februari 1942   | Conservative Party     |
|                                                                         | Andrew Duncan          | Sir Andrew Duncan (1884–1952)                            | Minister voor Bevoorrading            | 4 februari 1942   | 26 juli 1945      | Onafhankelijk          |
|                                                                         | Gwilym Lloyd George    | Gwilym Lloyd George (1894–1967)                          | Minister voor Energie en Brandstof    | 2 juni 1942       | 23 mei 1945       | Liberal Party          |
|                                                                         | Philip Cunliffe-Lister | Burggraaf Swinton Philip Cunliffe- Lister (1884–1972)    | Minister voor Burgerluchtvaart        | 8 oktober 1944    | 23 mei 1945       | Conservative Party     |
|                                                                         | Walter Womersley       | Sir Walter Womersley (1878–1961)                         | Minister voor Pensioenen              | 7 juni 1939       | 26 juli 1945      | Conservative Party     |
|                                                                         | William Jowitt         | Sir William Jowitt (1885–1957)                           | Minister voor Verzekeringen           | 8 oktober 1944    | 23 mei 1945       | Labour Party           |
|                                                                         | Duff Cooper            | Duff Cooper (1890–1954)                                  | Minister voor Informatie              | 10 mei 1940       | 20 juli 1941      | Conservative Party     |
|                                                                         | Brendan Bracken        | Brendan Bracken (1901–1958)                              | Minister voor Informatie              | 20 juli 1941      | 23 mei 1945       | Conservative Party     |
|                                                                         | Robert Gascoyne-Cecil  | Markies van Salisbury Robert Gascoyne- Cecil (1893–1972) | Thesaurier- generaal                  | 10 mei 1940       | 3 oktober 1940    | Conservative Party     |
|                                                                         | Maurice Hankey         | Baron Hankey Maurice Hankey (1877–1963)                  | Thesaurier- generaal                  | 3 oktober 1940    | 19 februari 1942  | Onafhankelijk          |
|                                                                         | William Jowitt         | Sir William Jowitt (1885–1957)                           | Thesaurier- generaal                  | 19 februari 1942  | 22 november 1942  | Labour Party           |
|                                                                         | Frederick Lindemann    | Baron Cherwell Frederick Lindemann (1886–1957)           | Thesaurier- generaal                  | 22 november 1942  | 26 juli 1945      | Conservative Party     |
|                                                                         |                        | Sir Donald Somervell (1889–1960)                         | Advocaat- generaal                    | 18 maart 1936     | 23 mei 1945       | Conservative Party     |
|                                                                         | William Morrison       | William Morrison (1893–1961)                             | Minister van Posterijen               | 3 april 1940      | 7 februari 1943   | Conservative Party     |
|                                                                         | Harry Crookshank       | Harry Crookshank (1893–1961)                             | Minister van Posterijen               | 7 februari 1943   | 23 mei 1945       | Conservative Party     |

## Oorlogskabinet Churchill
| Ambtsbekleder                   | Ambtsbekleder     | Ambtsbekleder                               | Functie(s)                      | Ambtstermijn      | Ambtstermijn      | Partij             |
| ------------------------------- | ----------------- | ------------------------------------------- | ------------------------------- | ----------------- | ----------------- | ------------------ |
|                                 | Winston Churchill | Winston Churchill (1874–1965)               | Premier                         | 10 mei 1940       | 23 mei 1945       | Conservative Party |
| Minister van Defensie           | Winston Churchill | Winston Churchill (1874–1965)               |                                 | 10 mei 1940       | 23 mei 1945       | Conservative Party |
| Leader of the House of Commons  | Winston Churchill | Winston Churchill (1874–1965)               | 10 mei 1940                     | 19 februari 1942  |                   | Conservative Party |
|                                 | Clement Attlee    | Clement Attlee (1883–1967)                  | Lord Privy Seal                 | 10 mei 1940       | 19 februari 1942  | Labour Party       |
| Vicepremier                     | Clement Attlee    | Clement Attlee (1883–1967)                  | 19 februari 1942                | 23 mei 1945       |                   | Labour Party       |
| Minister voor Dominion Zaken    | Clement Attlee    | Clement Attlee (1883–1967)                  | 19 februari 1942                | 24 september 1943 |                   | Labour Party       |
| Lord President of the Council   | Clement Attlee    | Clement Attlee (1883–1967)                  | 24 september 1943               | 23 mei 1945       |                   | Labour Party       |
|                                 |                   | Neville Chamberlain (1869–1940)             | Lord President of the Council   | 10 mei 1940       | 4 oktober 1940    | Conservative Party |
|                                 | Edward Wood       | Burggraaf Halifax Edward Wood (1881–1959)   | Minister van Buitenlandse Zaken | 10 mei 1940       | 22 december 1940  | Conservative Party |
|                                 | Anthony Eden      | Anthony Eden (1897–1977)                    | Minister voor Oorlog            | 10 mei 1940       | 22 december 1940  | Conservative Party |
| Minister van Buitenlandse Zaken | Anthony Eden      | Anthony Eden (1897–1977)                    | 22 december 1940                | 23 mei 1945       |                   | Conservative Party |
| Leader of the House of Commons  | Anthony Eden      | Anthony Eden (1897–1977)                    | 22 November 1942                | 23 mei 1945       |                   | Conservative Party |
|                                 | Stafford Cripps   | Sir Stafford Cripps (1889–1952)             | Lord Privy Seal                 | 10 mei 1940       | 19 februari 1942  | Labour Party       |
| Leader of the House of Commons  | Stafford Cripps   | Sir Stafford Cripps (1889–1952)             | 19 februari 1942                | 22 november 1942  |                   | Labour Party       |
|                                 | Kingsley Wood     | Sir Kingsley Wood (1881–1943)               | Minister van Financiën          | 10 mei 1940       | 21 september 1943 | Conservative Party |
|                                 | John Anderson     | Sir John Anderson (1882–1958)               | Lord President of the Council   | 4 oktober 1940    | 24 september 1943 | Onafhankelijk      |
| Minister van Financiën          | John Anderson     | Sir John Anderson (1882–1958)               | 24 september 1943               | 23 mei 1945       |                   | Onafhankelijk      |
|                                 | Herbert Morrison  | Herbert Morrison (1888–1965)                | Minister van Binnenlandse Zaken | 4 oktober 1940    | 23 mei 1945       | Labour Party       |
|                                 | Ernest Bevin      | Ernest Bevin (1881–1951)                    | Minister van Arbeid             | 4 oktober 1940    | 23 mei 1945       | Labour Party       |
|                                 | Max Aitken        | Baron Beaverbrook Max Aitken (1879–1964)    | Minister voor Oorlogsproductie  | 1 augustus 1940   | 29 juni 1941      | Conservative Party |
| Minister voor Bevoorrading      | Max Aitken        | Baron Beaverbrook Max Aitken (1879–1964)    | 29 juni 1941                    | 4 februari 1942   |                   | Conservative Party |
|                                 | Oliver Lyttelton  | Oliver Lyttelton (1893–1952)                | Minister voor Oorlogsproductie  | 19 februari 1942  | 23 mei 1945       | Conservative Party |
|                                 | Frederick Marquis | Baron Woolton Frederick Marquis (1883–1964) | Minister voor Wederopbouw       | 11 november 1943  | 23 mei 1945       | Onafhankelijk      |
|                                 |                   | Arthur Greenwood (1880–1954)                | Minister zonder portefeuille    | 10 mei 1940       | 22 februari 1942  | Labour Party       |

Russell I ·
Smith-Stanley I ·
Hamilton-Gordon ·
Temple I ·
Smith-Stanley II ·
Temple II ·
Russell II ·
Smith-Stanley III ·
Disraeli I ·
Gladstone I ·
Disraeli II ·
Gladstone II ·
Gascoyne-Cecil I ·
Gladstone III ·
Gascoyne-Cecil II ·
Gladstone IV ·
Primrose ·
Gascoyne-Cecil III ·
Gascoyne-Cecil IV ·
Balfour ·
Campbell-Bannerman ·
Asquith I ·
Asquith II ·
Asquith III ·
Asquith IV ·
Lloyd George I ·
Lloyd George II ·
Law ·
Baldwin I ·
MacDonald I ·
Baldwin II ·
MacDonald II ·
MacDonald III ·
MacDonald IV ·
Baldwin III ·
Chamberlain I ·
Chamberlain II ·
Churchill I ·
Churchill II ·
Attlee I ·
Attlee II ·
Churchill III ·
Eden ·
Macmillan I ·
Macmillan II ·
Douglas-Home ·
Wilson I ·
Wilson II ·
Heath ·
Wilson III ·
Callaghan ·
Thatcher I ·
Thatcher II ·
Thatcher III ·
Major I ·
Major II ·
Blair I ·
Blair II ·
Blair III ·
Brown ·
Cameron I ·
Cameron II ·
May I ·
May II ·
Johnson I ·
Johnson II ·
Truss ·
Sunak ·
Starmer